# Dictionnaire de la langue française

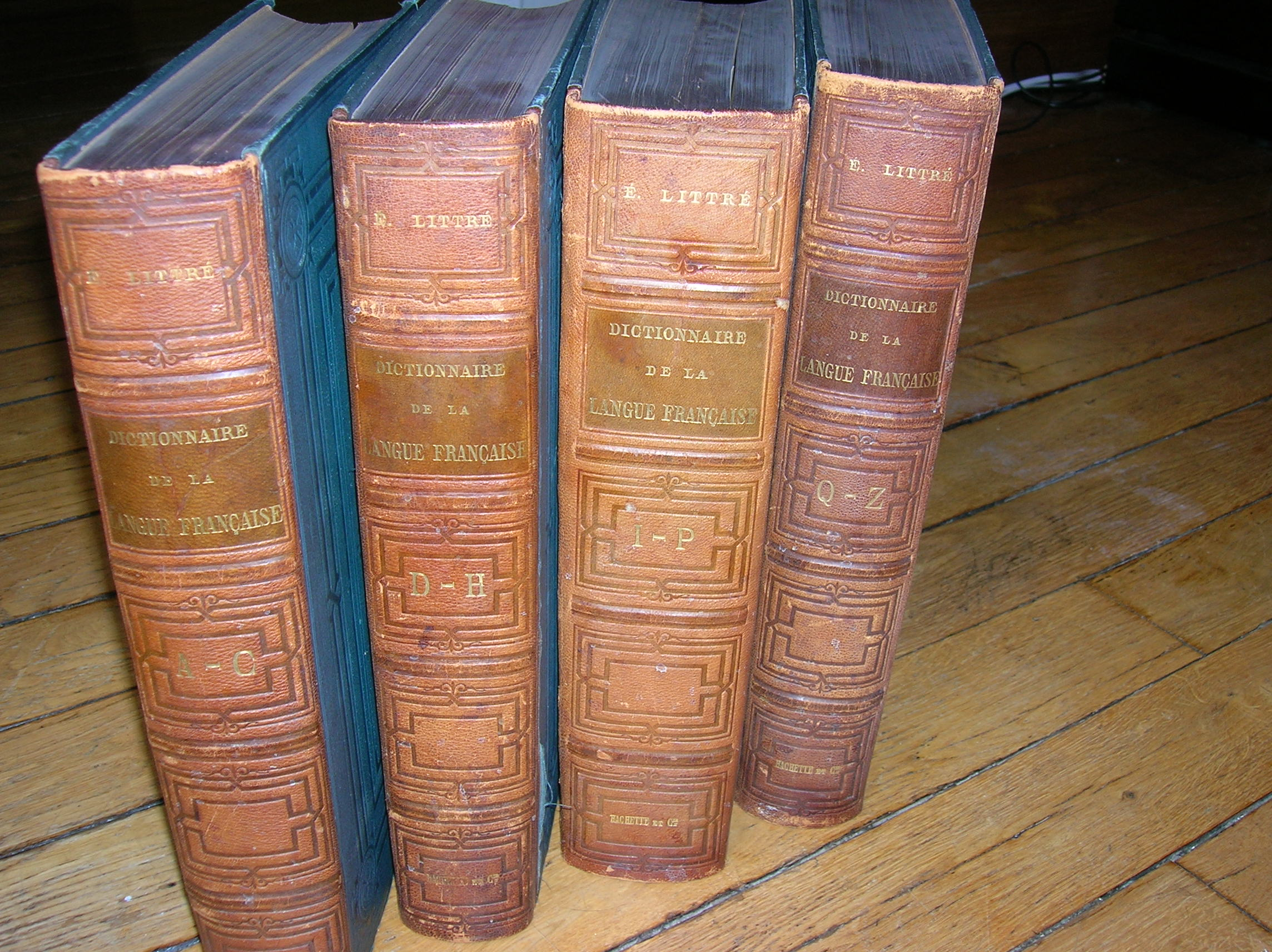
Originalausgabe des Littré in 4 Bänden

Der Dictionnaire de la langue française (geläufige Kurzform: Le Littré) ist eines der bedeutendsten Wörterbücher der französischen Sprachgeschichte. Es wurde im 19. Jahrhundert von Émile Littré in vier Bänden erstellt und galt mehr als ein Jahrhundert lang als Autorität.

## Entstehung
1841 schloss Littré mit dem Verleger Louis Hachette, der sein Schulfreund war, einen Vertrag über einen Nouveau dictionnaire étymologique de la langue française, ließ das Projekt aber fünf Jahre lang unbearbeitet. 1846 kam er mit Hachette überein, den Titel umzuformulieren in Dictionnaire étymologique, historique et grammatical de la langue française und machte sich ans Werk. Es ging darum, das Wörterbuch, entsprechend der Sprachwissenschaft des 19. Jahrhunderts, historisch, das heißt nach der Bedeutungsentwicklung des Wortes, anzulegen und dies auf der Basis von zu sammelnden Zitaten. Zu Zitaten hatte bereits Voltaire geraten und riet in der Gegenwart François Génin, den Littré schätzte. Das war ein Kontrastprogramm zu dem Autorität beanspruchenden Dictionnaire de l’Académie française, der nicht zitierte und dem keine wortgeschichtliche Forschung zugrunde lag.
Mit dem jungen Frédéric Godefroy, der an ein ähnliches Projekt dachte, vereinbarte er, dass jener sich auf das Altfranzösische beschränkte. Inspirieren ließ sich Littré ferner von Henri Estienne und seinem Thesaurus græcæ linguæ, von Charles du Fresne, sieur du Cange und seinem Glossarium ad scriptores mediae et infimae latinitatis sowie von Egidio Forcellini und seinem Totius Latinitatis Lexicon. Er hatte Einsicht in die Materialien von Jean-Baptiste de La Curne de Sainte-Palaye und Charles de Pougens. Ab 1860 lag ihm ein mit ähnlicher Zielsetzung verfasstes einbändiges Wörterbuch von Louis Dochez vor.
Hachette stellte Littré Mitarbeiter zur Verfügung, allen voran Amédée Beaujean, den er seinen „associé“ nennt, ferner Bernard Jullien, Édouard Sommer (nach dessen Tod ersetzt durch Eugène André Despois) und Frédéric Baudry (1818–1885). Er selbst gewann seine Frau und seine Tochter für wertvolle Mitarbeit in unmittelbarer Nähe, ferner Léon Laurent-Pichat und Philémon Deroisin (1825–1909). Für die Material- und Zitatensammlung nennt Littré sechs weitere Helfer, darunter Amédée Pommier (1803–1877), Alphonse Leblais (1820–1890), Jean Humbert (1792–1851) und Eugène Ritter. Der endgültige Titel Dictionnaire de la langue française kam 1863 auf Vorschlag von Hachette zustande.
Littré erarbeitete das Manuskript des Wörterbuchs von 1847 bis 1865 (1848 unterbrochen durch die Revolution) und überwachte die Drucklegung von 1859 bis 1872 (ein Jahr unterbrochen durch den Deutsch-Französischen Krieg). Arbeitsorte waren seine Wohnung in Paris (Rue d'Assas Nr. 44) und sein Haus in Le Mesnil-le-Roi. 25 Jahre lang (vom 46. bis zum 71. Lebensjahr) widmete der in seiner Zeit prominente Arzt, Philosoph und Gräzist, der seit 1844 Mitglied der Académie des inscriptions et belles-lettres war und 1871 in die Nationalversammlung gewählt wurde, dem Wörterbuch den überwiegenden Teil seiner Zeit und Kraft. Ab 9 Uhr morgens korrigierte er die Fahnen, nach dem Mittagessen arbeitete er von 13 bis 15 Uhr für das Journal des Savants, von 15 bis 18 Uhr und von 19 Uhr bis 3 Uhr morgens wieder am Wörterbuch. Dann schlief er bis 8 Uhr. Zwischendurch ersetzte er ein Jahr lang zwischen Mitternacht und 3 Uhr morgens die Wörterbucharbeit durch die Abfassung des Werkes Auguste Comte et la philosophie positive (erschienen 1863), um das ihn die Witwe seines Lehrers Comte seit 1858 gebeten hatte. Nicht ohne Stolz vermerkt er, dass die Druckzeilen der 2628 Seiten seines Wörterbuchs (in vier Bänden) insgesamt mehr als 37 km lang sind.

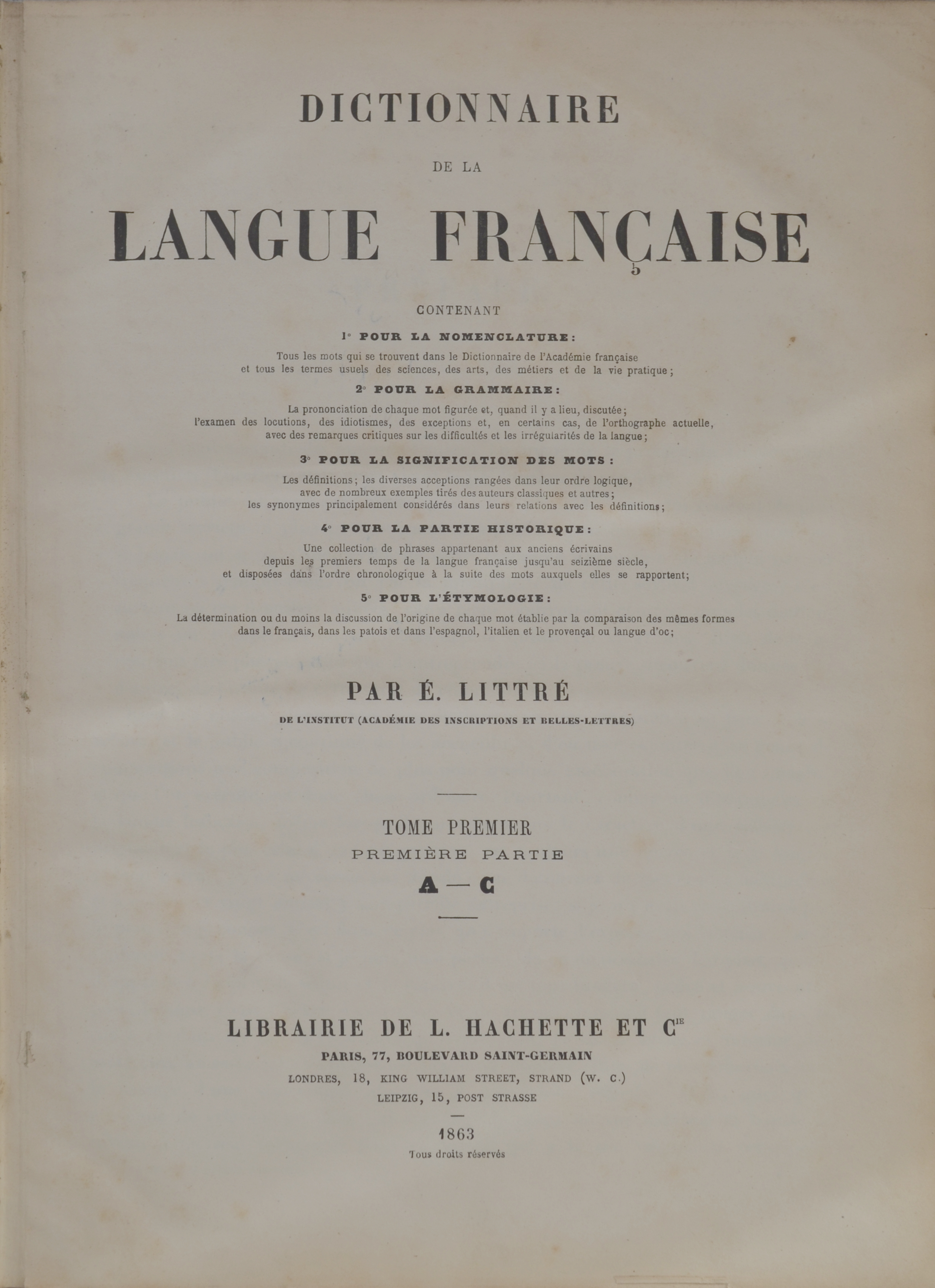
Titelseite A-C 1863

## Der beschriebene Wortschatz
Littrés Beschreibungsziel war nach eigener Aussage der usage contemporain („Wortgebrauch der Gegenwart“). Darunter verstand er aber nicht das reale Französisch von 1847 bis 1865, sondern das klassische Französisch von François de Malherbe (um 1600) bis etwa François-René de Chateaubriand, das heißt im Wesentlichen das literarische Französisch des 17. und 18. Jahrhunderts. Eine realistische Bestandsaufnahme der Sprache seiner Zeit lag ihm fern. Der kostbarste Wortbeleg war ihm der älteste.

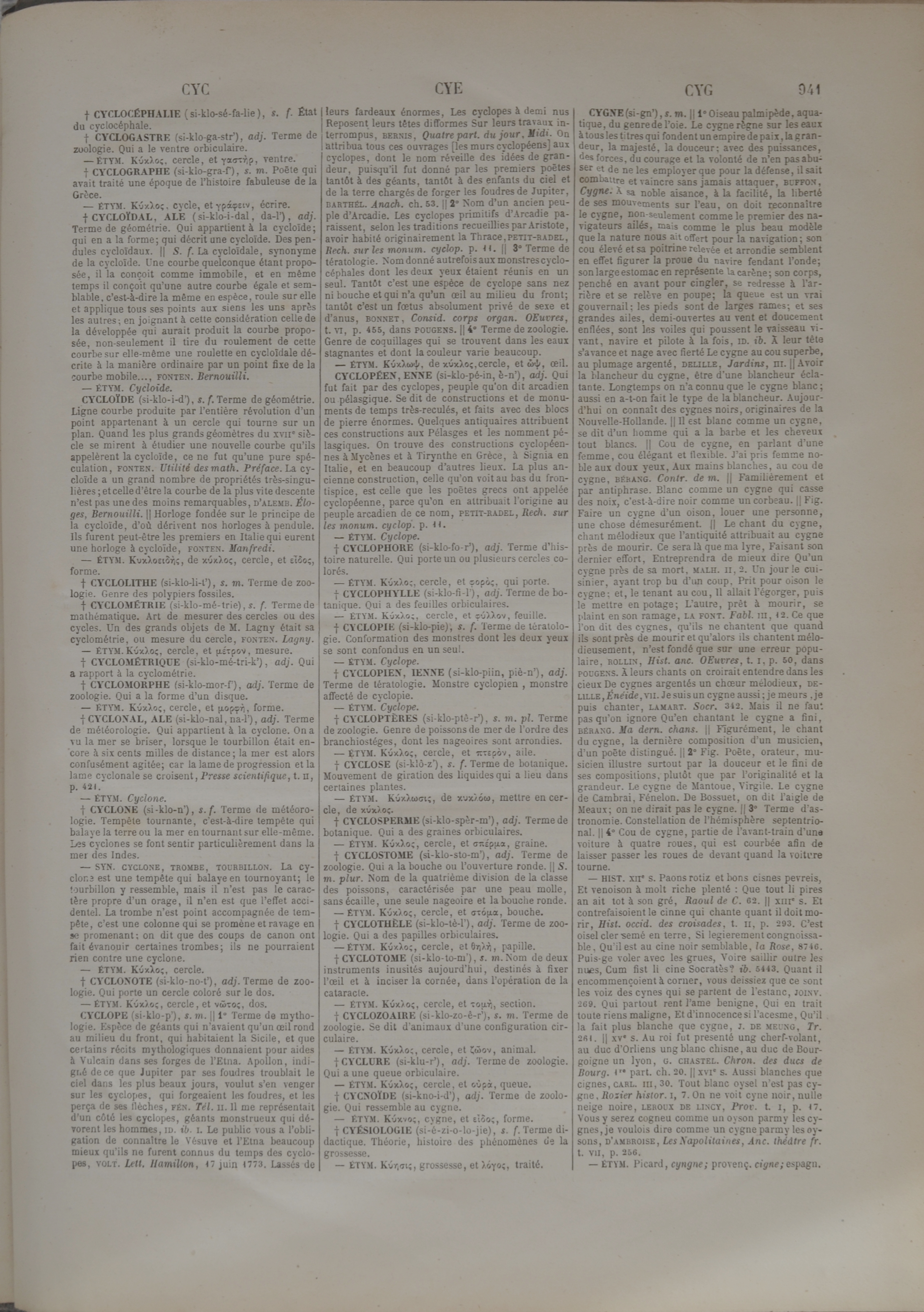
Wörterbuchseite „cyclocéphalie-cygne“

## Anlage des Wörterbuchartikels
Entsprechend der Sprachwissenschaftsideologie seiner Zeit ging es Littré um ein historisches Wörterbuch als Leitbild (flambeau, wörtlich: Fackel) des gegenwärtigen Wortgebrauchs. Er verstand seine Artikel als Wortmonographien, welche die Bedeutungsentwicklung des Wortes von der ursprünglichen bis zur gegenwärtigen Bedeutung nachzeichnen. Dementsprechend beginnt der Artikel MÉCHANT nicht mit der zu seiner Zeit und auch heute üblichsten Bedeutung „böse“, sondern mit der ursprünglichen Bedeutung „wertlos“ (von mé-choir, „schlecht fallen“), die er in zahlreichen Texten des 17. Jahrhunderts nachweist. Für das gebildete Publikum seiner Zeit waren das Eröffnungen, die das Wörterbuch trotz seines Umfangs und Preises attraktiv und zu einem Markterfolg machten.

## Alt- und mittelfranzösischer Annex
Noch kostbarer als die Belege des 17. Jahrhunderts waren ihm die Zitate aus dem 11. bis 16. Jahrhundert. Diese waren aber mit dem puristischen Ideal der Zeit nicht vereinbar, denn ab der französischen Klassik wurde alles Voraufgehende sprachlich verachtet. Zwar wurde die alte Sprache durch die romantische Sprachwissenschaft des frühen 19. Jahrhunderts rehabilitiert und beinahe glorifiziert, nicht aber durch das gebildete Publikum, das weiterhin puristisch dachte und die alte Sprache nicht verstand. Deshalb war Littré gezwungen, das ihm wichtigste Material in einer Restkategorie „Historique“ (Geschichte) des Artikels unterzubringen, wo er es ohne weiteren Kommentar nach Jahrhunderten auflistete. So stehen im Artikel CHOIR („fallen“) den 15 Gegenwartsbelegen (aus dem 17. und 18. Jahrhundert) 54 Belege aus der Zeit vom 11. bis zum 16. Jahrhundert gegenüber.

## Erscheinen der vier Bände und des Supplementbandes
Die vier Bände des Wörterbuchs erschienen in vier mal sieben Lieferungen: 1863 (A-C), 1866 (D-H), 1868 (I-P), 1873 (Q-Z). 1879 erschien ein Supplementband von 375 Seiten (in 12 Faszikeln 1878–1879), der auch die „Additions et corrections“ (S. 2567–2621) integrierte und seinerseits um „Additions“ (355–375) bereichert war, plus einem Etymologischen Wörterbuch aller Wörter orientalischen Ursprungs von 83 Seiten durch den Orientalisten Marcel Devic (1832–1888). Das Supplement wurde in die von 1956 bis 1958 erschienene siebenbändige Ausgabe (13 738 Seiten) integriert.

## Wirkung
Littrés Wörterbuch galt in Frankreich trotz seiner Gegenwartsferne ein Jahrhundert lang für den gebildeten Franzosen als Bibel der französischen Sprache. Es ist bezeichnend, dass von 1956 bis 1987 noch mehrere Neuauflagen erschienen. Verbreitet war auch die einbändige Kurzfassung durch Littrés wichtigsten Mitarbeiter, Amédée Beaujean, der sogenannte Petit Littré, der 2005 noch einmal bearbeitet wurde. Erst durch den Erfolg des Grand Robert de la langue française, der sich als « Neuer Littré » vorstellte, und vor allem des Petit Robert ab 1967, verblasste langsam das Prestige der Nützlichkeit des Littré, der inzwischen online kostenlos zugänglich ist.

## Auflagengeschichte

### Der große Littré
Von den vier Hachette-Bänden wurden 1873 innerhalb von zwei Monaten 15 000 Exemplare verkauft. 1935 waren insgesamt 89 000 Exemplare veräußert. Als 75 Jahre nach Littrés Tod das Monopol von Hachette verfiel, gab es zwei Neuauflagen. Jean Pruvost lobt die Pauvert-Gallimard-Hachette-Auflage von 1956–1958 und tadelt die Ausgabe 1966–2000 dafür, dass sie Littrés Etymologie-Rubrik unterschlägt und dass ihr Supplementband nur geringen lexikografischen Wert hat. In beiden Fällen aber grenzt die Werbung für diese Verlagsprodukte an Desinformation, wenn nicht gar „Wörterbuchkriminalität“,  da dem Käufer insinuiert wird, es handele sich um ein modernes Wörterbuch auf der Höhe der Zeit.
- Émile Littré: Dictionnaire de la langue française. 7 Bde. Pauvert, Gallimard und Hachette, Paris 1956–1958. (1. A-Ca. 2. Ce-De. 3. Di-Ga. 4. Ge-Ma. 5. Me-Pl. 6. Pn-Seme. 7. Semi-Z) (13 955 Seiten)
- Paul-Émile Littré: Dictionnaire de la langue française. 4 Bde. Éditions du Cap, Monte Carlo 1966. (1. A-Cz. 2. D-Iz. 3. J-Py. 4. Q-Zy) (6809 Seiten)
  - (identische Auflage) Édition nouvelle. 4 Bde. Encyclopaedia Britannica Inc., Chicago 1974.
  - (mit wenigen Änderungen) 7 Bde. Chicago 1987. Neu: Supplément von 5 000 Wörtern (Hrsg. Jacques Baudeneau und Claude Bégué) mit Vorwort von Jacques-Henri d’Olier. 533 Seiten.
  - (wie 1987, Supplément auf 14 000 Wörter erweitert) Chicago 2000.

### Der kleine Littré
1874 konnte Littré das Vorwort zu einem von Beaujean erstellten einbändigen Auszug aus seinem Wörterbuch schreiben. Nach Littrés und Beaujeans Tod wurde diese Ausgabe 1891 in tiefgreifend umgearbeiteter Form neu aufgelegt, und es war in den meisten Fällen diese Bearbeitung, die ab 1959 dem Käufer als authentischer Littré-Text angeboten wurde, wobei nicht auszuschließen ist, dass den Verlagen die Verwechslung gar nicht bewusst war.
Ferner erschienen ab 1958 drei Bearbeitungen des Beaujean-Textes. Diejenige unter der Leitung von Géraud Venzac wird von Jean Pruvost gelobt,  wurde aber vom Käuferpublikum unzureichend wahrgenommen. Die Taschenbuchausgabe von Bouvet und Andler ist so inhaltsarm, dass sie kaum mehr leisten kann als eine erste Hinführung zum großen Littré. Aufmerksamkeit verdient hingegen die kanadische Bearbeitung des Beaujean durch Louis-Alexandre Bélisle von 1957, die 1979 den Titel Dictionnaire général de la langue française au Canada in Dictionnaire nord-américain de la langue française wechselte.
Unter Jean Pruvosts konzeptioneller Mitwirkung wurde 2004 im Verlag Garnier ein Nouveau Littré (gemeint ist Littré-Beaujean) geschaffen, der im Geiste Littrés ergänzt wurde und seit 2010 Le Nouveau Petit Littré heißt. Durch Hinzufügen von 10 000 Artikeln und 10 000 Bedeutungen konnte Littrés historischer Ansatz bis in die Gegenwart weitergeführt werden.
- Amédée Beaujean: Dictionnaire de la langue française. Abrégé du Dictionnaire de É. Littré. Hachette, Paris 1874. (1294 Seiten, Vorwort von Émile Littré).
  - (identischer Nachdruck) Dictionnaire de la langue française de Émile Littré de l’Académie française. Abrégé par A. Beaujean. EFR. Éditions de la Fontaine au Roi, Paris 1987.
- Dictionnaire de la langue française. Abrégé du Dictionnaire de É. Littré. Hachette, Paris 1880, 1881, 1885. (bereichert um Supplément d’Histoire et de Géographie von 107 Seiten)
  - Petit Dictionnaire universel ou Abrégé du Dictionnaire français. Hachette, Paris 1912. (35 000 Wörter und 12 000 Eigennamen)
- Dictionnaire de la langue française. Abrégé du Dictionnaire de É. Littré par A. Beaujean. Nouvelle édition entièrement refondue. Hachette, Paris 1891. (1295 Seiten)
  - (identischer Text) Petit Littré. Dictionnaire de la langue française, abrégé du Dictionnaire de Littré par A. Beaujean. Gallimard-Hachette, Paris 1959. (2464 Seiten, von Hausmann 1977, S. 26 zu Unrecht als unveränderter Neudruck von Beaujean 1874 bezeichnet)
  - (identischer Text) Dictionnaire de la langue française, abrégé du Dictionnaire de Émile Littré par A. Beaujean. 3 Bde. Famot, Genf 1974.
  - (identischer Text) Le Petit Littré. Émile Littré: Dictionnaire de la langue française abrégé  par A. Beaujean. Athena et Idégraf, Paris 1981.
  - (identischer Text) Le Petit Littré. Dictionnaire de la langue française, abrégé du Dictionnaire de Littré par A. Beaujean. La Pochothèque. Le livre de poche, Paris 1990. (1945 Seiten)
  - (identischer Text) Le Littré. Dictionnaire de la langue française en un volume. Hachette, Paris 2000. (1840 Seiten)
- Alexandre Bélisle: Dictionnaire général de la langue française au Canada. Québec 1957 (1390 Seiten, zuvor in Faszikeln erschienen), 1969. 2. Auflage 1971, 1974; 4. Auflage 1979 u. d. T. Dictionnaire nord-américain de la langue française (1196 Seiten).
- (Venzac) Dictionnaire de la langue française de Émile Littré de l’Académie française. Abrégé par A. Beaujean. Nouvelle édition revue et mise à jour. Éditions universitaires, Paris 1958. (1344 Seiten ; 1963, 1372 Seiten)
- (Francis Bouvet/Pierre Andler) Dictionnaire Littré en 10-18. Paris 1964, 1965, 1971, 1984. (671 Seiten)
  - (identischer Text) Le Petit Littré. France Loisirs, Paris 1984.
- Le nouveau Littré. Le dictionnaire de référence de la langue française. Garnier, Paris 2004. (1639 Seiten ; 2006, 1956 Seiten ; 2007, 2034 Seiten)
- Le nouveau petit Littré. Le dictionnaire de référence de la langue française. Le français classique et le français contemporain. 52000 mots. Garnier, Paris 2010. (2280 Seiten, bis 2019)